# Il ragazzo in azzurro
Il ragazzo in azzurro o Il ragazzo in blu (The Blue Boy) è un dipinto a olio su tela (177,8x112,1 cm) realizzato intorno al 1770 del pittore Thomas Gainsborough e conservato nella pinacoteca dell'Huntington Library.

## Descrizione
L'identità del soggetto del ritratto è sconosciuta. Inizialmente si ipotizzava che il giovane ritratto fosse Jonathan Buttal (1752-1805), il figlio di un mercante che risulta essere stato il primo proprietario dell'opera. Nel 2013 invece la critica Susan Sloman ha suggerito che il dipinto potesse essere un ritratto di Gainsborough Dupont (1754-1797), il nipote dell'artista. L'abbigliamento del soggetto suggerisce che il dipinto sia ambientato nel XVII secolo: il completo azzurro del ragazzo richiama il vestiario dei soggetti di Antoon van Dyck e, in particolare, quello del doppio ritratto di George Villiers, II duca di Buckingham e del fratello Francis da bambini.

## Storia
La popolarità del dipinto si può far risalire al 1821, quando John Young della British Institution cominciò a pubblicare delle stampe dell'opera in cui affermava che il dipinto fosse stato realizzato come una polemica contro Joshua Reynolds. Reynolds infatti aveva scritto che i colori predominanti di un dipinto dovessero essere quelli caldi, con tonalità più fredde come l'azzurro o il grigio usate in quantità minore e solo per far risaltare ulteriormente i toni più accesi. In realtà il dipinto era stato realizzato otto anni prima che Reynolds pubblicasse le sue teorie sul colore, ma l'aneddoto risultò popolare tra il pubblico, dato che andava a esacerbare i pettegolezzi su una presunta rivalità tra Gainsborough e Reynolds.
Il ritratto rimase di proprietà di Jonathan Buttal, il presunto soggetto, fino al 1796, quando lo dovette vendere dopo aver dichiarato bancarotta. Il ragazzo in azzurro è stato successivamente acquistato dl politico John Nesbitt e poi, nel 1802, da John Hoppner. Sette anni più tardi l'opera entrò a far parte della collezione di Robert Grosvenor, I marchese di Westminster, dove rimase fino al 1922, quando Hugh Grosvenor, II duca di Westminster lo vendette al magnate californiano Henry Edward Huntington per la cifra record di settecentoventottomila dollari, la somma più alta mai pagata per un'opera d'arte fino a quel momento. Prima di lasciare il suolo britannico, il quadro fu esposto alla National Gallery per tre settimane, durante le quali oltre novantamila spettatori si recarono a vederlo.

## Nella cultura di massa

### Cultura LGBT
Il ragazzo in azzurro ha goduto di grande popolarità nel mondo anglosassone già dal XIX secolo, quando il suo abbigliamento era diventato un popolare costume per le feste in maschera dell'alta società. Con il passare degli anni, il Blue Boy cominciò ad apparire su riviste, sulle scene, in televisione e anche al cinema. 
Dopo essere stato un costume molto amato dalle donne dell'aristocrazia e dell'alta borghesia britannica, il Ragazzo in azzurro continuò a influenzare scelte estetiche di donne famose anche all'inizio del XX secolo: Marlene Dietrich si fece fotografare abbigliata come il soggetto di Gainsborough e nel 1975 Shirley Temple ne indossò il costume in Riccioli d'oro. Questa sovrapposizione del dipinto con l'universo femminile ne favorì la diffusione e popolarità nell'emergente cultura gay degli anni 1950. Nel settembre 1970 la rivista Mad Magazine pubblicò una striscia a fumetti in cui un ragazzo effeminato e chiamato "Prissy Percy" veniva messo a confronto con dei virili atleti americani e solo nella quarta e ultima vignetta si scopre che Prissy Percy altri non è che Ragazzo in azzurro. Vignette similari furono realizzate negli anni seguenti anche da Hank Ketcham, creatore di Dennis the Menace.
Mentre nei primi anni settanta Ragazzo in blu veniva usato per rappresentare stereotipi negativi contro gli omosessuali, nel 1974 il primo numero della rivista gay Blueboy Magazine aveva in copertina una nuova versione del quadro di Gainsborough in cui un modello appariva vestito con il costume del soggetto del dipinto: questa volta tuttavia, Ragazzo in blu non era più una figura ridicola, bensì un'icona dell'orgoglio gay.

### Letteratura
L'umorista di lingua inglese P. G. Wodehouse scrisse il romanzo La ragazza in blu (The girl in blue) pubblicato nel 1970. Il titolo si riferisce a un dipinto di Thomas Gainsborough che, per un equivoco, si ritiene sia stato rubato.

### A teatro, al cinema e in televisione
Il quadro di Gainsborough (o parodie di esso) appaiono in un gran numero di film o serie televisive, tra cui Blue Boy, un cavallo per un quadro, Il ragazzo in blu, Muppet Babies, Ghostbusters II - Acchiappafantasmi II, Teacher's Pet, Il carissimo Billy, Cenerentola - Il gioco del destino, Batman e Joker. Inoltre, il protagonista di Django Unchained indossa lo stesso costume del modello di Gainsborough in diverse scene del film.